# Ray Parker, Jr.
Ray Erskine Parker, Jr. (Detroit, Míchigan, 1 de mayo de 1954) es un guitarrista, compositor, productor discográfico y actor estadounidense.
En un principio, fue un aprendiz del cantante Barry White, e incluso, apareció brevemente tocando su guitarra, en una película filmada en 1974, Uptown Saturday Night.
Desde 1978, formó parte del grupo Raydio, también de estilo R&B, compuesta por Vincent Bohnam, Jerry Knight y Arnell Carmichael, con mucho éxito. Incluso, Ray componía temas a músicos y cantantes como Stevie Wonder y The Spinners, entre otros.
Desde 1981, inicia su carrera como solista. Su mayor éxito fue The Other Woman, del mismo año, la cual estuvo en los primeros lugares en los Hot 100 de los Billboard. 
Media docena de hits de Ray Parker hicieron furor en las discotecas mundiales entre los años de 1980 y 1984 (For those Who like to groove, Still in the groove, Rock you, More than way way to love a woman, Hot stuff, The other woman... etc.
Su éxito mundial fue cuando compuso el tema principal de la película Los cazafantasmas (1984).
Actualmente, ya retirado de los escenarios, compone para otros artistas.

## Discografía

### Con Raydio
- Raydio (1978) #27 US
- Rock On (1979) #45 US
- Two Places at the Same Time (1980) #33 US
- A Woman Needs Love (1981) #13 US
- Greatest Hits (1982)

### Como solista
- The Other Woman (1982) #11 US
- Woman Out of Control (1983) #45 US
- Ghostbusters (Soundtrack) (1984) #6 US
- Chartbusters (1984) #60 US
- Sex and The Single Man (1985) #65 US
- After Dark (1987) #86 US, #40 UK
- I Love You Like You Are (1991)
- I'm Free (2006)

### Sencillos
| Año  | Sencillo                                                     | U.S. Hot 100 | U.S. R&B | U.S. AC | UK Singles Chart | Álbum                                  |
| ---- | ------------------------------------------------------------ | ------------ | -------- | ------- | ---------------- | -------------------------------------- |
| 1978 | "Jack And Jill" (acreditado a Raydio)                        | 8            | 5        | -       | 11               | Raydio                                 |
| 1978 | "Is This A Love Thing" (acreditado a Raydio)                 | -            | 20       | -       | 27               | Raydio                                 |
| 1978 | "Honey I'm Rich" (acreditado a Raydio)                       | 102          | 43       | -       | -                | Raydio                                 |
| 1979 | "You Can't Change That"                                      | 9            | 3        | 25      | -                | Rock On                                |
| 1979 | "More Than One Way To Love A Woman"                          | -            | 25       | -       | -                | Rock On                                |
| 1980 | "Two Places At The Same Time"                                | 30           | 6        | 34      | -                | Two Places At The Same Time            |
| 1980 | "For Those Who Like To Groove"                               | -            | 14       | -       | -                | Two Places At The Same Time            |
| 1980 | "Can't Keep You From Cryin'"                                 | -            | 57       | -       | -                | Two Places At The Same Time            |
| 1981 | "A Woman Needs Love (Just Like You Do)"                      | 4            | 1        | 11      | -                | A Woman Needs Love                     |
| 1981 | "That Old Song"                                              | 21           | 26       | 7       | -                | A Woman Needs Love                     |
| 1981 | "It's Your Night"                                            | -            | 73       | -       | -                | A Woman Needs Love                     |
| 1982 | "The Other Woman"                                            | 4            | 2        | 33      | -                | The Other Woman                        |
| 1982 | "Let Me Go"                                                  | 38           | 3        | -       | -                | The Other Woman                        |
| 1982 | "It's Our Own Affair"                                        | -            | 44       | -       | -                | The Other Woman                        |
| 1983 | "Bad Boy"                                                    | 35           | 6        | -       | -                | Greatest Hits                          |
| 1983 | "The People Next Door"                                       | -            | 60       | -       | -                | Greatest Hits                          |
| 1983 | "I Still Can't Get Over Loving You"                          | 12           | 12       | 10      | -                | Woman Out Of Control                   |
| 1984 | "Woman Out Of Control"                                       | -            | 71       | -       | -                | Woman Out Of Control                   |
| 1984 | "In The Heat Of The Night"                                   | -            | 64       | -       | -                | Woman Out Of Control                   |
| 1984 | "Ghostbusters"                                               | 1            | 1        | 9       | 2                | Ghostbusters banda sonora/Chartbusters |
| 1984 | "Jamie"                                                      | 14           | 12       | 6       | -                | Chartbusters                           |
| 1985 | "Girls Are More Fun"                                         | 34           | 21       | -       | 46               | Sex And The Single Man                 |
| 1986 | "One Sunny Day"/"Dueling Bikes" (con Helen Terry)            | 96           | -        | -       | -                | Quicksilver banda sonora               |
| 1987 | "I Don't Think That Man Should Sleep Alone"                  | 68           | 5        | 42      | 13               | After Dark                             |
| 1988 | "Over You" (con Natalie Cole)                                | -            | 10       | 38      | 65               | After Dark                             |
| 1989 | "Than It" (con Natalie Cole)                                 | -            | -        | -       | -                | After Dark                             |
| 1990 | "The Past" (con Natalie Cole)                                | -            | -        | -       | -                | After Dark                             |
| 1990 | "All I'm Missing Is You" (Glenn Medeiros con Ray Parker Jr.) | 32           | -        | -       | -                | Glenn Medeiros                         |

## Los cazafantasmas
En 1984, los productores de la película Los cazafantasmas se ponen en contacto con Ray Parker Jr. para crear un tema para el film. Más tarde, ese mismo año, Huey Lewis and the News le demandan alegando las similitudes entre el tema de Los cazafantasmas y su anterior éxito "I Want a New Drug". De acuerdo con Huey Lewis and The News, el caso es especialmente dañino para ellos, ya que el tema se hizo muy popular, llegando a ser número 1 en las listas durante tres semanas. Más tarde, Parker y Lewis llegan a un acuerdo fuera de los tribunales. Huey Lewis ha declarado que cree que la causa de sus malas experiencias con la productora de Los cazafantasmas les llevó a involucrarse con la película Back to the Future.
En el especial Behind the Music de la cadena VH1 en 2001, Huey Lewis declaró: "Lo más ofensivo no fue tanto el hecho de que Ray Parker Jr. plagiara la canción, sino el hecho simbólico de la industria que quiere algo --ellos querían nuestro sonido, y querían comprarlo ...no está en venta... Al final, supongo que tenían razón. Supongo que sí que estaba en venta, porque, de hecho, la compraron." Como resultado de esta afirmación, Ray Parker Jr. ha demandado a Huey Lewis, alegando que Lewis ha violado el acuerdo de confidencialidad que tenían pactado, y exige una compensación económica (de la cual no se ha especificado cantidad) además de daños y perjuicios. El juicio todavía sigue en pie.